# Sylvain Barrier

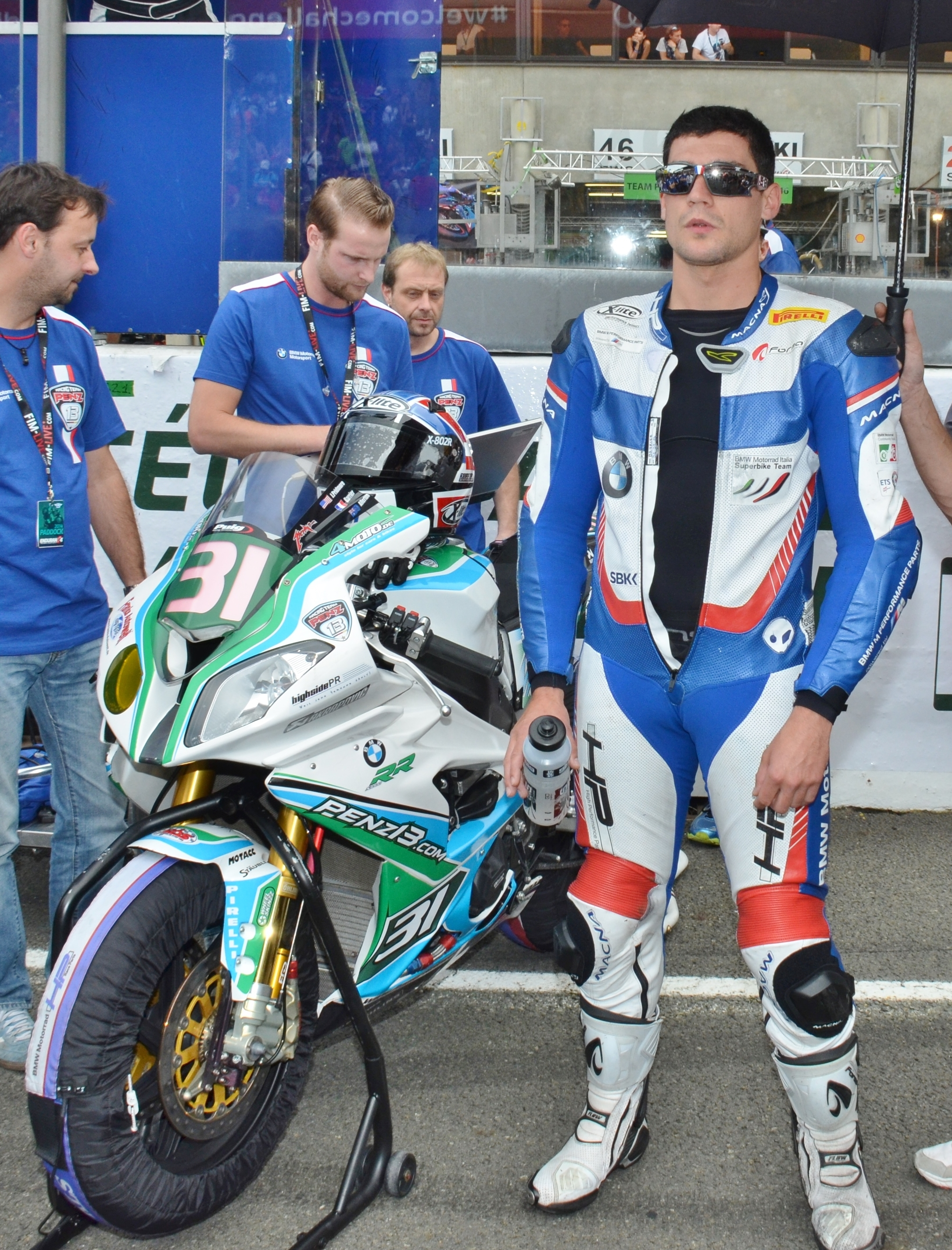
Sylvain Barrier in 2014.

Sylvain Barrier (Oyonnax, 20 oktober 1988) is een Frans motorcoureur. In 2012 en 2013 werd hij kampioen in de FIM Superstock 1000 Cup.

## Carrière
In 2006 debuteerde Barrier in het European Superstock 600 Championship, waarin hij op een Yamaha een podiumplaats behaalde op het Autodromo Enzo e Dino Ferrari en met 16 punten negentiende werd in het klassement. In 2007 bleef hij actief in de klasse en behaalde hij podiumplaatsen op het TT-Circuit Assen en het Automotodrom Brno. Met 95 punten werd hij zesde in de eindstand.
In 2008 stapte Barrier over naar de FIM Superstock 1000 Cup. Op een Yamaha waren twee zevende plaatsen op het Circuit Magny-Cours en het Autódromo Internacional do Algarve zijn beste klasseringen en werd hij met 22 punten zestiende in het kampioenschap. In 2009 stond hij op Assen, het Misano World Circuit en Magny-Cours op het podium en werd hij met 92 punten vijfde in het kampioenschap. In 2010 maakte hij binnen de klasse de overstap naar een BMW en behaalde hij podiumfinishes op het Circuit Ricardo Tormo Valencia en Magny-Cours en werd hij met 87 punten zesde in de eindstand.
In 2011 behaalde Barrier in de FIM Superstock 1000 Cup zijn eerste zege op Brno en stond hij daarnaast ook op Assen, de Nürburgring, Magny-Cours en Portimão op het podium. Met 132 punten werd hij vierde in het kampioenschap. In 2012 kende hij een succesvol seizoen met overwinningen op Imola, Assen, Misano en de Nürburgring en podiumfinishes op Portimão en Magny-Cours. Met 153 punten werd hij kampioen in de klasse. In 2013 won hij races op het Motorland Aragón, Portimão, Imola en Silverstone (tweemaal) en stond hij ook op Assen en de Nürburgring op het podium. Met 178 punten wist hij zijn titel succesvol te verdedigen. Hij miste de laatste race op het Circuito Permanente de Jerez omdat hij dat weekend zijn debuut maakte in het wereldkampioenschap superbike op een BMW als wildcardcoureur en finishte de races als twaalfde en dertiende.
In 2014 zou Barrier zijn debuut als fulltime coureur in het WK superbike maken bij BMW, maar kort voor de start van het seizoen raakte hij zwaargewond bij een auto-ongeluk. Hij moest een aantal operaties aan zijn gezicht ondergaan, maar hij was al snel niet meer in levensgevaar. Voor het zevende raceweekend op Misano keerde hij terug in het kampioenschap, waarna hij regelmatig punten scoorde, met drie tiende plaatsen als beste klasseringen. Met 40 punten werd hij vijftiende in het eindklassement.
In 2015 bleef Barrier actief in het WK superbike op een BMW. Na twee raceweekenden, waarin een twaalfde plaats op het Phillip Island Grand Prix Circuit zijn beste resultaat was, verliet hij het kampioenschap en keerde hij terug naar de FIM Superstock 1000 Cup op een Yamaha. Twee tiende plaatsen waren hier zijn beste klasseringen en hij werd met 17 punten vijftiende in het eindklassement. Tevens kwam hij uit in het Italiaans kampioenschap superbike, waarin een zesde plaats op Misano zijn beste resultaat was. Met 28 punten werd hij zestiende in deze klasse.
In 2016 keerde Barrier terug in het WK superbike op een Kawasaki. Na drie raceweekenden, waarin twee vijftiende plaatsen op Phillip Island zijn beste resultaten waren, raakte hij geblesseerd op Aragón en keerde hij dat jaar niet meer terug in de klasse. Aan het eind van het jaar nam hij deel aan de laatste race van het Italiaans kampioenschap superbike op het Circuit Mugello op een Aprilia en werd hij twaalfde in de tweede race. In 2017 reed hij in een aantal races van het Amerikaans kampioenschap superbike op een BMW, waarin hij met een zesde plaats op de Sonoma Raceway als beste resultaat vijftiende werd in de eindstand met 54 punten. In 2018 stapte hij over naar het Brits kampioenschap superbike en behaalde op een BMW zijn beste resultaat met een tiende plaats in de seizoensfinale op Brands Hatch, waardoor hij met 19 punten op plaats 21 eindigde in het klassement.
In 2019 begon Barrier het seizoen in het Brits kampioenschap superbike op een Ducati, maar na vier raceweekenden waarin hij geen punten scoorde, verliet hij de klasse. Aan het eind van het seizoen keerde hij terug in het WK superbike als wildcardcoureur op een Ducati tijdens de races op Portimão en Magny-Cours, waarin een dertiende plaats in de laatste race zijn beste klassering was. In 2020 reed Barrier een volledig seizoen in het WK superbike op een Ducati, waarin twee twaalfde plaatsen op Aragón en Magny-Cours zijn beste resultaten waren. Met 12 punten werd hij twintigste in het eindklassement.